# Amerikanischer Webebär

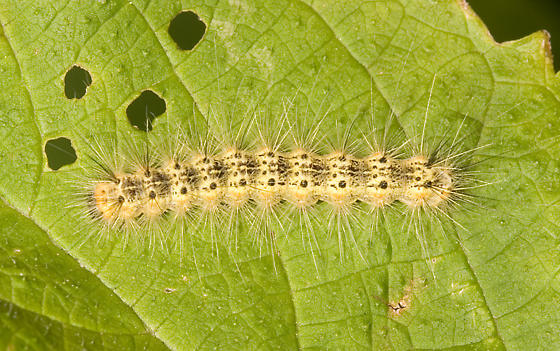
Halberwachsene Raupe

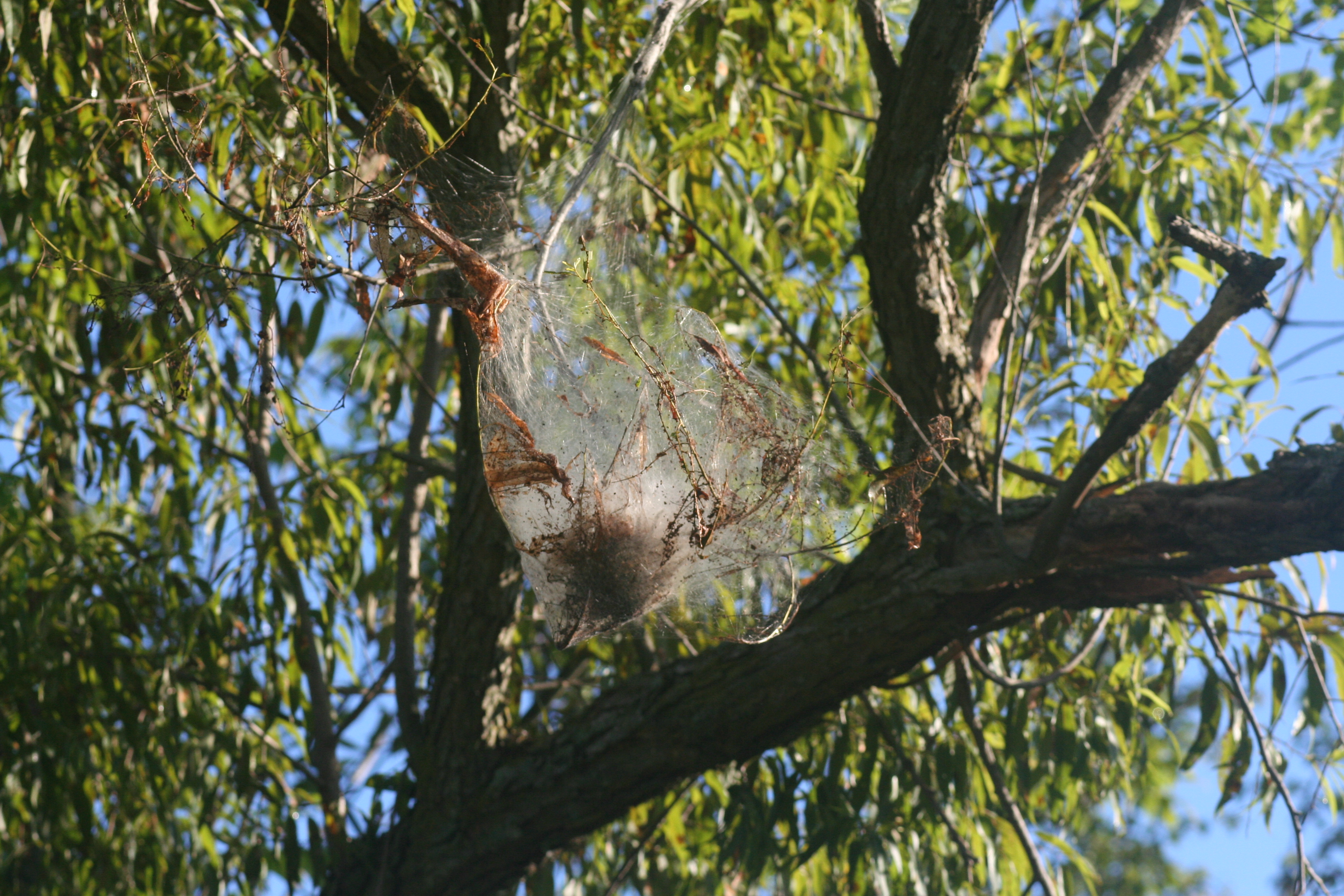
Raupennest

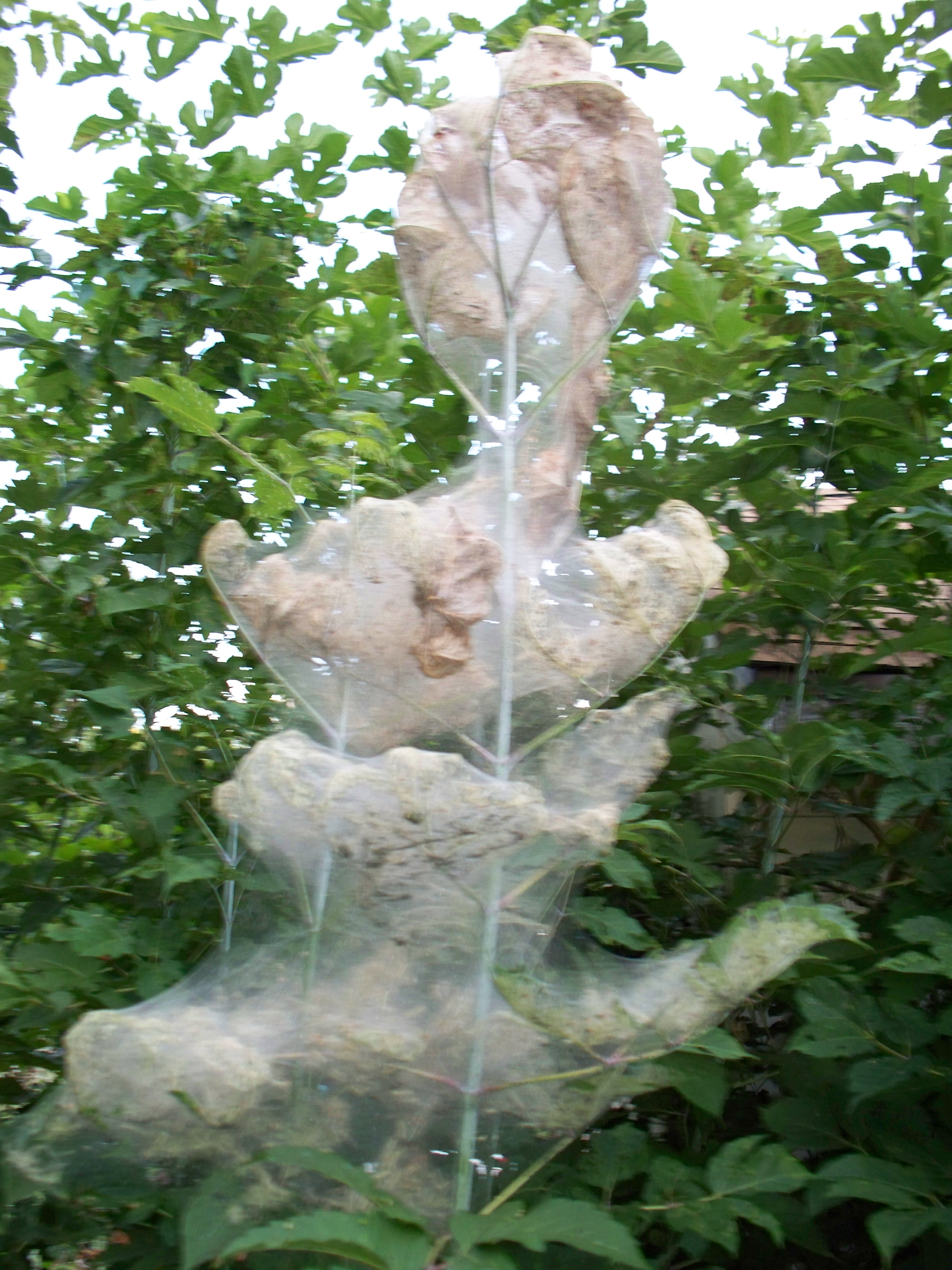
Von Raupen eingesponnener Eschen-Ahorn-Baum (Acer negundo)

Der Amerikanische Webebär (Hyphantria cunea), zuweilen auch Weißer Bärenspinner genannt, ist ein Schmetterling (Nachtfalter) aus der Unterfamilie der Bärenspinner (Arctiinae).

## Merkmale

### Falter
Die Falter besitzen eine Flügelspannweite von 24 bis 34 Millimetern bei den Männchen und von 29 bis 38 Millimetern bei den Weibchen. Ihre Vorderflügeloberseite hat eine schneeweiße Farbe. Bei einigen Exemplaren heben sich darauf mehr oder weniger kleine schwarze Punkte oder schmale Streifen ab. Der Apex ist spitz. Die Hinterflügeloberseite ist ebenfalls weiß. Auch Thorax und Abdomen sind weiß gefärbt und seidig behaart. Die Fühler der Männchen sind beidseitig bewimpert, diejenigen der Weibchen sind fadenförmig und leicht sägezähnig. Der Saugrüssel ist verkümmert.

### Raupe
Junge Raupen sind dünn behaart, gelblich gefärbt und auf jedem Segment mit dunklen Warzen versehen. Bei ausgewachsenen Raupen ist die Behaarung lang und buschig. Sie haben eine grüngelbe Grundfarbe sowie dunkle Rücken- und Nebenrückenlinien. Die Warzen sind auf dem Rücken schwarz und an den Seiten orange gelb. Die Haarbüschel bestehen aus einer Kombination von rötlichen, weißen und schwarzen Haaren. Der Kopf ist glänzend schwarz.

### Ähnliche Arten
Der Breitflügelige Fleckleibbär (Spilosoma lubricipeda) sowie der Schmalflügelige Fleckleibbär (Spilosoma urticae) unterscheiden sich durch den gelben, schwarz gepunkteten Leib. Die weiß gefärbten Falter des Graubären (Diaphora mendica) unterscheiden sich ebenfalls durch den schwarz gepunkteten Leib. Der Pappelspinner (Leucoma salicis) ist deutlich größer. Die Weibchen des Schilf-Bürstenspinners (Laelia coenosa) unterscheiden sich durch die gelben Beine. Goldafter (Euproctis chrysorrhoea) und Schwan (Euproctis similis) unterscheiden sich durch einen gelbbraunen Afterbusch. Alle vorgenannten Arten haben zudem breitere Vorderflügel und einen gerundeten Apex.

## Verbreitung und Vorkommen
Die Art war zunächst nur in Nordamerika und Mexiko heimisch, wurde jedoch in vielen Gegenden Europas und Asiens über den internationalen Warenverkehr eingeschleppt. Im Jahr 1940 wurden Falter bei Budapest nachgewiesen. Seitdem ist die Art weiter in Ausbreitung begriffen. Sie besiedelt bevorzugt flache oder leicht hügelige Landschaften.

## Lebensweise
Die Flugzeit der Falter ist je nach den klimatischen Verhältnissen des Vorkommensgebiets unterschiedlich. So können ein bis vier Generationen pro Jahr auftreten. In Europa werden meist zwei Generationen pro Jahr gebildet, deren Falter von April bis Juni und dann wieder im Spätsommer fliegen. Sie sind nachtaktiv und besuchen künstliche Lichtquellen. Nach der Begattung legen die Weibchen bis zu 500 Eier an Blättern ab. Die Jungraupen leben zunächst gesellig in gesponnenen Nestern. Aufgrund ihrer großen Anzahl treten sie gebietsweise als gefürchtete Agrarschädlinge auf, da sie Bäume in Obstplantagen oder ganze Wälder kahl fressen. Obwohl ein Teil der Raupen von Parasiten befallen oder von Vögeln gefressen wird, ist ihre schädliche Wirkung dadurch nicht einzudämmen. In den USA werden deshalb verschiedene Insektizide zur Bekämpfung der jungen Raupen eingesetzt, dazu zählen Carbaryl (Sevin) und Acephat (Orthene). Ausgewachsene Raupen leben einzeln. Sie ernähren sich polyphag von den Blättern der verschiedensten Wirtspflanzen, dazu zählen: Laubbäume, Obstgehölze, Sträucher, Büsche, Zierpflanzen, Gemüse sowie niedrig wachsende Pflanzen. Es wurden bereits 250 verschiedene Nahrungspflanzen nachgewiesen. Da die Fresslust der Raupen bis in den Herbst (englisch: fall) anhält und auch gerne die Blätter des Maulbeerbaumes (Morus) (englisch: mulberry) gefressen werden, wird die Art im englischen Sprachgebrauch als Fall Webworm oder Mulberry Moth bezeichnet. Die Verpuppung erfolgt in einem Kokon an verschiedenen versteckten und geschützten Plätzen. Die Puppe überwintert.